# Принц Йонсан (фільм)
«Принц Йонсан» (кор. 연산군) — фільм південнокорейського режисера Сін Сан Ока, знятий 1962 року, історична драма про боротьбу за владу в корейській державі Чосон наприкінці XV століття. 2009 року стрічку відібрали до програми «Класика Канн» Каннського кінофестивалю.

## Сюжет
Друга половина 1490-их років. Двадцятирічний принц Йонсан сходить на престол і стає десятим правителем держави Чосон. Він сповнений бажання відновити добре ім'я своєї матері — королеви Юн. Сонджон — його батько, мав кохану, але безплідну наложницю. Для продовження роду він взяв за дружину красуню Юн, яка невдовзі народила йому сина — Йонсана. Горду й розумну королеву, яка ревнувала чоловіка до наложниці, було обрано опозиційними чиновниками як імовірну претендентку на престол. Остерігаючись перевороту, ван наказав отруїти дружину.
До Йонсана навідався дух убитої матері. Намагаючись повернути її високий статус хоча б посмертно, Йонсан зустрічає спротив двору. Долаючи інтриги та протиборство кланів, принц проходить шлях від мудрого та справедливого правителя до божевільного, кривавого й некерованого тирана.

## У ролях
- Сін Йон Гьон — Йонсан
- До Кум Пон — Чан Нок Су
- Чжу Чун Рю — королева Юн
- Хан Ин Чжин — мати королеви Юн

## Нагороди
Фільм визнано найкращою стрічкою 1962 року та нагороджено Великим дзвоном — головною кінопремією Південної Кореї.